# Isidoro Francisco Rodríguez de Ribera

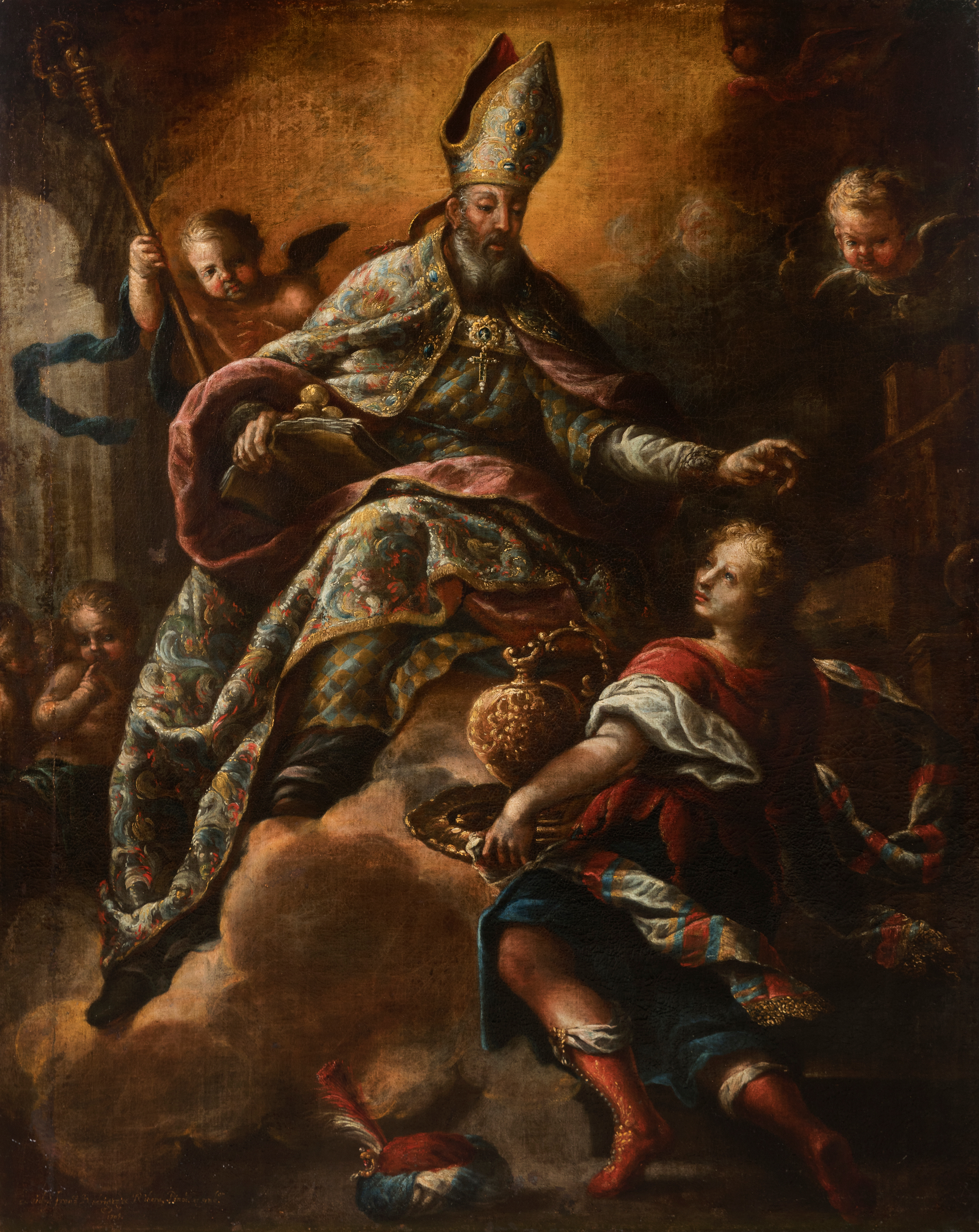
San Nicolás de Bari, 1705. Óleo sobre lienzo, 152,5 x 118,5 cm, antigua colección Granados. Firmado «Isidro fran^{co} Roríguez de Ribera Pinx^{t} et ynb^{or}»

Isidoro Francisco Rodríguez de Ribera (c. 1659-1731), pintor barroco español.
Pintor conocido por la documentación, en la que en alguna ocasión es citado como pintor real y de la que cabe deducir que gozaba del respeto de sus compañeros de oficio, es casi enteramente desconocido por sus obras, de las que solo ha llegado una firmada: un San Nicolás de Bari firmado y fechado en 1705 en la antigua colección Granados. El lienzo reúne muchos de los rasgos característicos de la pintura madrileña del cambio de centuria y lo acerca en la manera esponjosa de su pincelada, al modo de Carreño, a pintores como Jerónimo Ezquerra o Toribio Álvarez, con quienes consta documentalmente tuvo estrecha relación. Fuera de este, tan solo se ha relacionado con su producción pictórica un Florero que en 1943 se encontraba en el comercio anticuario madrileño y posteriormente no ha sido posible localizar.
Nacido en 1659, según se desprende de su declaración al tasar las pinturas de José de Garibay, en 1712, en la que declaró ser de edad de 53 años, fue uno de los «profesores del arte de la pintura» que en mayo de 1696 otorgó poderes a Juan Mateo Pérez, procurador de los Reales Consejos, para que en su nombre asumiese la defensa de los pintores madrileños en el largo pleito que los enfrentaba con la Cofradía de los Siete Dolores, con el que aspiraban a liberarse de la obligación de sacar en procesión el Viernes Santo el paso penitencial, obligación que los pintores consideraban contraria a la condición de arte liberal que reclamaban para su profesión.
A la muerte de Carlos II, en 1700, el ayuntamiento de Toledo le contrató junto con Alejandro Teruel, también maestro madrileño, para que por el precio de quince mil reales se encargasen del catafalco destinado a las exequias del rey difunto, que debía estar concluido y montado en la catedral el 22 de diciembre. Se conserva de él una pormenorizada descripción a cargo de Diego Nieto, canónigo de la catedral y quien predicó el sermón fúnebre, además de autor del programa iconográfico, con abundancia de elementos decorativos, emblemas y jeroglíficos fúnebres, que desbordarían la pira funeraria con muy intenso barroquismo, pero dado el carácter efímero de tales aparatos nada de él se ha conservado y la relación redactada por Nieto salió sin imagen.
Cuando el Consejo de Castilla, a propuesta del fiscal, acordó en 1724 otorgar el monopolio de la tasación de pinturas en la corte a Antonio Palomino y Juan García de Miranda, fue Isidoro Rodríguez de Ribera quien, con Jerónimo Ezquerra, recibió poder de los pintores madrileños para que les representasen en la protesta. Se trataba, de nuevo, de una cuestión de prestigio, pero también de intereses económicos pues la tasación de pinturas en inventarios post mortem o con fines matrimoniales constituía una segunda fuente de ingresos para muchos pintores, como lo sería para el propio Rodríguez de Ribera, de quien se documenta una primera tasación en 1699 (pinturas de Gaspar Suárez Dávila) y no dejaría de hacerlo en años sucesivos. Como resultado, otros ocho pintores fueron autorizados a realizar dichas tasaciones, entre ellos Rodríguez de Ribera, que al tasar en 1725 las pinturas de doña Petronila Montero de Pineda de cara a su matrimonio con Juan Mejía firmó como «maestro del Arte de la Pintura, de los nombrados por el Consejo».
Las noticias documentales llegan a febrero de 1731, cuando tasó las pinturas de Manuel de Ipenza, secretario de justicia de la nunciatura.